# James Laver
James Laver (Liverpool, 14 de marzo de 1899 – Londres, 3 de junio de 1975) fue un escritor, historiador del arte y conservador de museos inglés.
Trabajó como comisario artístico en el Museo de Victoria y Alberto entre 1938 y 1959. Está considerado como uno de los especialistas en historia de la moda.

### Poesía
- Cervantes (1921)
- A Stitch In Time (1927)
- Love's Progress (1929)
- Ladies' Mistakes (1933)

### Ficción
- Nymph Errant (1933)
- Winter Wedding - A Decoration (1935)

### Historia del arte
- Portraits in Oil and Vinegar (1925)
- A History of British and American Etching (1928)
- "Vulgar Society": The Romantic Career of James Tissot (1936)
- French Painting and the Nineteenth Century (1937)
- Adventures in Monochrome (1941)

### Moda
- Taste and Fashion; from the French Revolution until today (1937)
- Style in Costume (1949)
- Clothes (Pleasures of Life Series) (1953)
- Dandies (Pageant of History) (1968)
- Modesty In Dress (1969)
- A Concise History of Costume (World of Art) (1968), revisada y retitulada Costume and Fashion: A Concise History (1995, 2003) ISBN 978-0-500-20348-4

### Autobiografía
- Museum Piece; or, The Education of an Iconographer (1964)

### Otras
- Design in the Theatre (con George Sheringham) (1927)
- Nostradamus, or the Future Foretold (1942) ISBN 0704102021
- Oscar Wilde.  publicada en 1968